# Ditte Haarløv Johnsen
Ditte Haarløv Johnsen (født 1977 i Danmark). Hun er opvokset i Mozambique. Hun og er uddannet dokumentarfilminstruktør fra Den Danske Filmskole (2007)
Hendes prisvindende dokumentarfilm er blevet vist på talrige internationale filmfestivaler. I serien Maputo Diary har hun udstillet i dens forskellige tilblivningsfaser på bl.a. Brandts i Odense, 2006, NGBK i Berlin, 2007, Kiasma Museum of Contemporary Art i Helsinki, 2010, Galleri Image i Århus, 2011 og på Fotografisk Center i København, 2013.